# Copa Concacaf (Clasificación a la Copa FIFA Confederaciones)
La Copa CONCACAF fue un torneo oficial de fútbol en organizado por la Concacaf; disputado entre los campeones de la Copa Oro de las 2 ediciones antes de la Copa Confederaciones. El equipo ganador en el repechaje obtenía la clasificación a la Copa FIFA Confederaciones.

## Historia
Aunque la Copa Oro se lleva a cabo cada dos años, antes del 2013 solo los campeones de la edición que se celebraba dos años antes que la Copa FIFA Confederaciones tenían el derecho de clasificar como los representantes de CONCACAF. Por ejemplo, México ganó la Copa Oro del 2011 y clasificó para la Copa Confederaciones 2013. Debido a que la Copa Oro que se celebraba el mismo año que la Copa Confederaciones no otorgaba ningún incentivo verdaderamente deportivo, los equipos de CONCACAF no solían llevar a sus principales figuras. Otro factor que influía era que muchos de estos equipos participaban en las eliminatorias de la Copa Mundial de Fútbol durante ese mismo año.
CONCACAF anunció la introducción de un juego de repechaje el 5 de abril de 2013. Comenzando con la Copa FIFA Confederaciones 2017, el representante de CONCACAF será decidido por un juego de eliminación directa entre los dos equipos que ganen las ediciones de Copa Oro previas a la Copa Confederaciones. El entonces presidente de la CONCACAF, Jeffrey Webb, señaló que esto "permitirá al campeón de cada edición de la Copa Oro tener la misma oportunidad competitiva de representar a la CONCACAF a nivel internacional". En caso de que el mismo país gane ambas ediciones de la Copa Oro, no habrá necesidad de que el repechaje sea jugado y el equipo calificará directamente a la Copa Confederaciones.
El 27 de agosto de 2015, CONCACAF dio a conocer el nombre oficial de este evento, nombrándolo "Copa CONCACAF". Esto confirmaba que, además de otorgar el ya conocido pase a la Copa Confederaciones, también habría un nuevo título en disputa.
Siguiendo la decisión de CONCACAF de terminar su afiliación con Traffic Sports USA debido al Caso de corrupción de la FIFA de 2015, la compañía hermana de la Major League Soccer, Soccer United Marketing, fue elegida como la represente comercial para este juego.
Ya con el establecimiento de este nuevo torneo, los primeros dos equipos en disputar dicha gesta fueron Estados Unidos campeón de la Copa Oro 2013 y México campeón de la Copa Oro 2015; siendo el equipo mexicano el primer ganador del certamen al imponerse con un marcador de 3-2 al equipo estadounidense.

## Sistema de competencia
Los dos equipos que resultasen campeones de la Copa Oro las dos ediciones antes de la Copa Confederaciones, obtendrán el derecho a disputar la Copa CONCACAF en un partido de repechaje. La sede será elegida por la CONCACAF.
El partido de la Copa Concacaf se habrá de jugar el día que la Concacaf haya determinado.
El equipo ganador será aquel que haga el mayor número de goles. Si al término del tiempo reglamentario el partido está empatado, se agregarán dos tiempos extras de 15 minutos cada uno. De persistir el empate en estos periodos, se procederá a lanzar tiros penales, hasta que resulte un vencedor.
En el debido caso de que en las dos ediciones una misma selección ganase los campeonatos de Copa Oro antes de la Copa Confederaciones no existirá edición de la Copa CONCACAF, por lo cual el ganador de dichos certámenes se clasificara de manera directa en la próxima Copa FIFA Confederaciones.

## Ediciones
| Año          | Sede                     | Campeón        | Final Resultado | Subcampeón     |
| ------------ | ------------------------ | -------------- | --------------- | -------------- |
| 2015 Detalle | Pasadena, Estados Unidos | México         | 3:2             | Estados Unidos |
| 2019         | Sin definir              | Estados Unidos | Cancelado       | México         |

## Palmarés

### Títulos por país
En cursiva, se indica el torneo en que el equipo fue local.
| Equipo         | Campeón  | Finalista |
| -------------- | -------- | --------- |
| México         | 1 (2015) |           |
| Estados Unidos |          | 1 (2015)  |